# Cryptocephalus punctiger
Cryptocephalus punctiger  (лат.) — вид листоедов (Chrysomelidae) из подсемейства скрытоглавов (Cryptocephalinae). Встречается в Северной и Центральной Европе.